# Myprotein
Myprotein je britský on-line prodejce a výrobce sportovní výživy se sídlem v Northwichi v Cheshire ve Velké Británii. Sortiment zahrnuje 1500 výrobků sportovní výživy, včetně proteinových koktejlů, tyčinek a jídel. Většinu výrobků prodávaných vyrábí Myprotein  ve vlastním výrobním zařízení a dodávány z vlastního skladu, který se nachází v Warrington, Cheshire.

## Historie
Myprotein byl založen ve Velké Británii v roce 2004 a v červnu 2011 ho převzala společnost The Hut Group. V roce 2010 uvedla společnost  na trh uvedeno pět nových webových stránek v Německu, Francii, Irsku, Itálii a ve Španělsku, a od roku 2015 Myprotein dodává do více než 50 destinací po celém světě, včetně České republiky.

## Výroba
Myprotein investoval více než 6 milionů britských liber do svého výrobních provozů a infrastruktury dodavatelského řetězce jak ve Warringtonu ve Velké Británii, tak i v USA. V prosinci 2015 oznámila firma dohodu s Kentucky Cabinet pro Ekonomický Rozvoj na výstavbě svého prvního výrobního závodu mimo Velkou Británii v Bullitt County.

## Ocenění
V roce 2007 Myprotein dostal cenu Mladá společnost roku v Growing Business Awards, pořádané Real Business ve spolupráci s Lloyds Bank a za podpory CBI. V roce 2009 získal Myprotein Regionální cenu pro malé a střední podniky roku pro region Severozápadní Anglie v Národní podnikatelské ceně. 
Navíc v roce 2009 se The Hut Group umístila na 21. příčce v Sunday Times Fast Track 100, který oceňuje 100 britských soukromých podniků s nejrychleji rostoucími zisky a v roce 2014 a 2015 právě The Hut Group vyhrála toto ocenění. Také v roce 2009 Myprotein® vyhrál regionální Cenu pro Malé a Střední Podnikání Roku pro region Severozápadní Anglie v Národních Business Awards.
Myprotein dosáhl ISO9001 certifikace výroby v roce 2007 a také GMP (Goods Manufacturing Practice) a HACCP (Hazard Analysis Critical Control Points) akreditace.